# Eugenio Noel
Eugenio Noel, seudónimo de Eugenio Muñoz Díaz (Madrid, 6 de septiembre de 1885-Barcelona, 23 de abril de 1936) fue un novelista, ensayista y publicista español, que se significó como un enconado detractor de la tauromaquia y el «flamenquismo».

## Biografía
Nació el 6 de septiembre de 1885 en Madrid. De humildes orígenes, estudió con los Escolapios y demostró una gran pasión por la lectura. Ingresó en el Seminario del Colegio y Casa Misión de los Cartujos de Tardajos, a dos leguas de Burgos, estudios que costeó la duquesa de Sevillano. Aunque allí descubrió su poca vocación, volvió a Madrid donde prosiguió sus estudios en el Seminario Conciliar de San Dámaso; tuvo amores entonces con la cantante María Noel, que le dio el apellido para su seudónimo. Ella inspiró la novela corta Alma de santa (1909). Estuvo sin embargo todavía becado por la duquesa en Malinas (Bélgica) para estudiar con el famoso cardenal Mercier, del que fue discípulo. A su vuelta a Madrid, asistió breve tiempo a clases de Derecho.

Tras dejar la religión, llevó una vida de periodista bohemio, de ideología republicana y socialista. Asistió a la tertulia valleinclanesca del Nuevo Café de Levante. En 1909 se alistó voluntario para luchar en la guerra de Melilla. Sus artículos sobre la campaña de África en España Nueva, el periódico republicano que dirigía Rodrigo Soriano, fueron recopilados en Notas de un voluntario y uno de ellos, el primero, «Cómo viven un marqués y un duque en campaña», le valió el paso por la cárcel Modelo; al salir de allí conoció a la cubana Amada, que sería la pasión de su vida. 

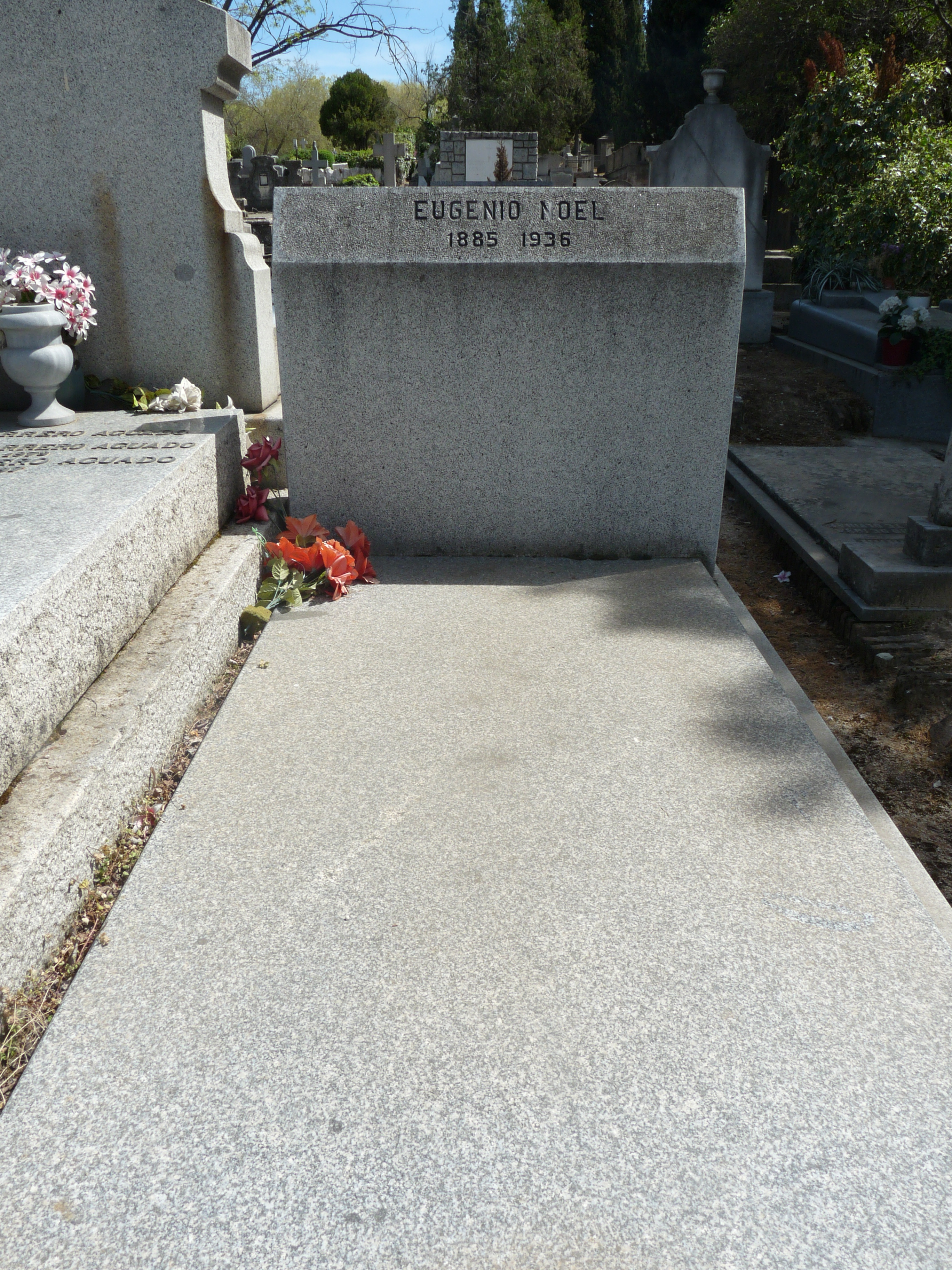
Tumba de Eugenio Noel en el cementerio civil de Madrid

En 1913 inicia su campaña antiflamenca recorriendo toda España, viajes de los que dejó escritas varias crónicas, en las que se fijó en especial en las injusticias sociales. Comprometido siempre con causas sociales, mantuvo a lo largo de toda su vida una pertinaz campaña contra el flamenquismo y contra la fiesta de los toros, lo que le supuso no pocos disgustos. 
Murió en la miseria en una cama alquilada de un hospital barcelonés, el 23 de abril de 1936; al enviarse su cadáver a Madrid, se extravió en una vía muerta de Zaragoza, lo encontraron y fue enterrado en el cementerio civil de Madrid. 

## Valoración
Entre las caracterizaciones recurrentes a las que se ha visto sometido la figura de Noel se encuentra la de «epígono del 98», con Giménez Caballero denominándolo «un noventaiochista de marca registrada» y Andrés Trapiello afirmando que «es más del 98 que los propios del 98, el que se lo creyó más», si bien el propio Noel habría rechazado esta adscripción, incluyéndose dentro de los novecentistas y afirmando en sus memorias:

Los del 98 son todos hombres que hicieron una época [...]. Contribuyen a la anquilosis de la raza. Intelectuales sin dinamismo. Sentimentales..
Eugenio Noel, Diario íntimo. 

La capea, que aparece en 1915, es, junto a Las siete cucas, el libro más reeditado de Noel. En Nervios de la raza se mostraría afín a la ideología noventayochista. Julio Cejador y Frauca le describe con las siguientes palabras:

Madrileño, admirable satirizador de las lacras españolas, flamenquismo, toreo, etc., etc.; perspicaz observador, pensador levantado y noble; prosista sincero, brioso, pintoresco, suelto y castizo; pintó vivamente las costumbres, sobre todo de la gente maleante, de arriba y de abajo, y copió del natural el habla de chulos y toreros.
Cejador y Frauca, 1920, p. 68

## Obras

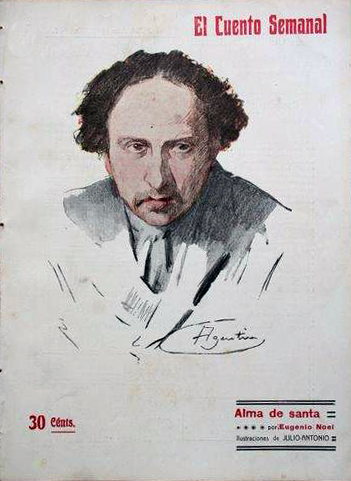
Alma de santa (El Cuento Semanal, 1909). Portada de Agustín.

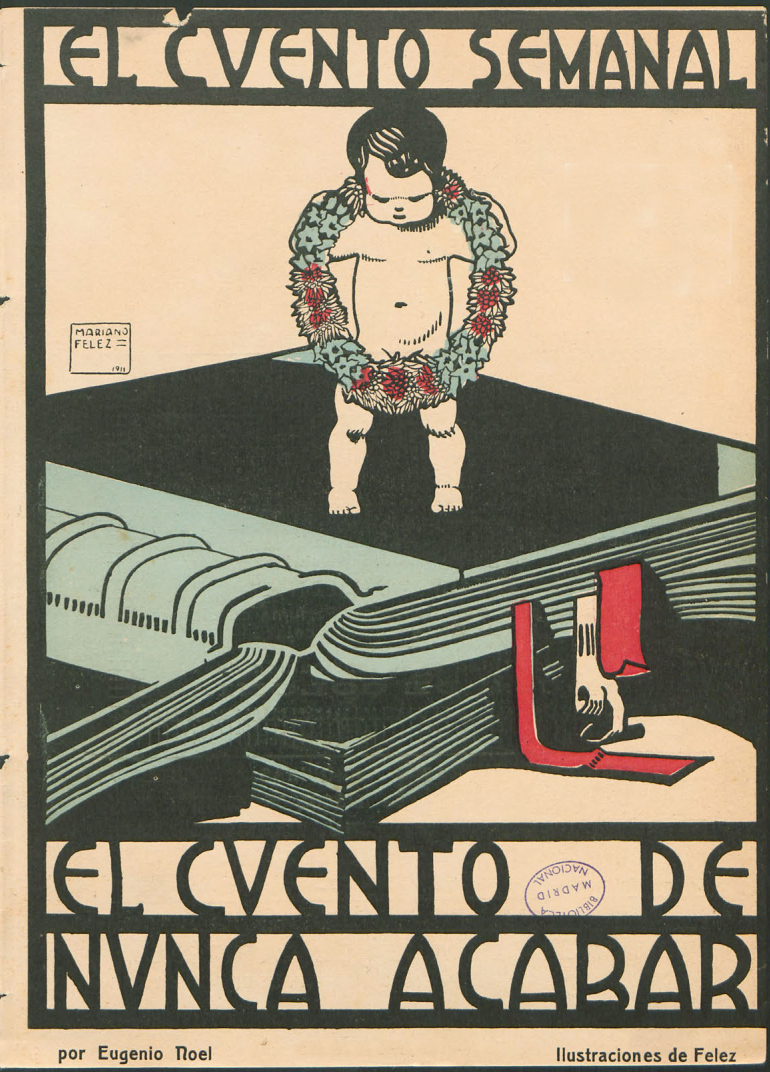
El cuento de nunca acabar (El Cuento Semanal, 1912). Portada de Mariano Félez.

- Alma de santa (1909). El Cuento Semanal, nº 131.
- Notas de un voluntario fuera de Melilla, Madrid, 1909.[5]
- Pan y toros (c. 1912).
- El cuento de nunca acabar (1912). El Cuento Semanal, nº 262.
- Lo que vi en la guerra, Madrid, 1912.[5]
- El Flamenquismo y las corridas de  toros, Bilbao, 1912.[5]
- República y flamenquismo, Madrid, 1912.[5]
- El Rey se divierte, Madrid, 1913.[5]
- Escenas y andanzas de la campaña antiflamenca, Madrid, 1913.[5]
- Castillos en España[5]
  - Tomo I. Las Raíces de la tragedia española, Madrid, 1915.
  - Tomo II. España la vieja, Madrid, 1915.
  - Tomo III. La Epopeya de las capeas, Madrid, 1915.
- La capea, 1915.
- Nervios de la raza, 1915.[5]
- Señoritos chulos, fenómenos y flamencos, 1916.[5]
- Semana Santa en Sevilla, 1916.[5]
- Vida de santos, diablos, mártires, frailes, clérigos y almas en pena, 1916.[5]
- Piel de España, 1917.[5]
- La Providencia al quite, vidas pintorescas de fenómenos, toreros, etc., 1917.[5]
- El Alegretto de la Sinfonía VII, 1917.[5]
- Juicios de valor, 1917.[5]
- Martín el de la Paula en Alcalá de los Panaderos (La Novela Mundial, 1926).
- Las siete cucas. Una mancebía en Castilla (1927).
- Vidas pintorescas de fenómenos, toreros enfermos, diestros y siniestros de embrutecimiento nacional.
- España, nervio a nervio
- Raza y alma.
- Aguafuertes ibéricos.
- La revolución hispana.
- Cómo ha caído la República española en el alma de nuestras colonias americanas.
- Taurobolios y verdades contrastadas.